# Titularbistum Colybrassus
Colybrassus (ital.: Colibrasso) ist ein Titularbistum der römisch-katholischen Kirche.
Es geht zurück auf einen untergegangenen Bischofssitz in der antiken Stadt Kolybrassos, die in der spätantiken römischen Provinz Pamphylia Prima im Süden Kleinasiens lag. Der Bischofssitz war der Kirchenprovinz Side zugeordnet. 
| Titularbischöfe von Colybrassus |                                             |                                                            |                   |                  |
| Nr.                             | Name                                        | Amt                                                        | von               | bis              |
| 1                               | Joseph Ghanima                              | Weihbischof in Patriarchat von Babylon der Chaldäer (Irak) | 28. Mai 1925      | 29. April 1946   |
| 2                               | José del Perpetuo Socorro Alvarez Mácua OAR | Prälat in Lábrea (Brasilien)                               | 13. Dezember 1947 | 24. Februar 1974 |